# Прожарка
«Прожа́рка»— бывшее русскоязычное юмористическое телевизионное хэйт-шоу, в котором 5 или 6 комиков и один ведущий шутили над приглашённым гостем. За всю историю было выпущено четыре сезона. Проект выходил на ТНТ4, в повторах на ТНТ. Российская адаптация американского шоу «Comedy Central Roast».

## Формат
Ведущим до 2022 года был резидент Comedy Club и стендап-комик Илья Соболев, затем его заменил Андрей Бебуришвили. В каждом выпуске есть 5 или 6 «прожарщиков», специальный гость — коллега или друг «жертвы» с таким же звёздным статусом, который заденет личные темы и конфликты. В конце шоу у главного героя есть право на ответное слово, чтобы так же жёстко и смешно отомстить за свою «прожарку».

## История
Было несколько попыток Руслана Белого запустить «Прожарку», но не получалось, поскольку он хотел, чтобы в шоу участвовали только лучшие комики. Позже продюсер Андрей Чегутаев и Илья Соболев предложили руководству ТНТ4 иную концепцию: несколько молодых малоизвестных комиков «прожаривают» знаменитого гостя. Впоследствии был отснят пилотный выпуск с участием Ольги Бузовой в студии и с декорациями шоу «Открытый микрофон», который обошёлся продюсерам недорого..Первое время многие знаменитости отказывались идти гостями на шоу из-за жёстких шуток в свой адрес, но после выпуска первых четырёх эпизодов некоторые стали соглашаться принять в нём участие.
20 августа 2018 года телеканал начал производить собственную адаптацию американского шоу «Прожарка», которое до этого попытался запустить «Первый канал», но неудачно.
28 августа 2018 года стартовал первый сезон шоу, который открыл ведущий «Stand Up» на ТНТ — Руслан Белый.
16 июля 2019 года начался второй сезон шоу, в котором принял участие видеоблогер и стендап-комик — Данила Поперечный, а завершился сезон 22 сентября 2020 года, тем самым продолжительность сезона составила больше года.
15 мая 2021 года начался третий сезон, который отличался от предыдущих сезонов новой заставкой, музыкальным сопровождением и декорациями.
Осенью 2022 года стало известно о запуске последнего (четвёртого) сезона, который начался 17 и закончился 24 октября 2022 года. Ведущим стал Андрей Бебуришвили. Из-за критики со стороны зрителей съёмки были проведены в привычных декорациях из первых двух сезонов.
В связи с многочисленными санкциями, а также по некоторым причинам (возможно из-за низкого рейтинга) проект был окончательно закрыт в 2023 году.
Ныне на платформе VK Видео выходит в паблике LABELCOM шоу "Большая прожарка" с Азаматом Мусагалиевым.

## Список выпусков
| Сезон | Сезон | Количество эпизодов | Даты выхода                     |
| ----- | ----- | ------------------- | ------------------------------- |
|       | 0     | пилотный выпуск     | 23 февраля 2018                 |
|       | 1     | 5                   | 28 августа — 25 декабря 2018    |
|       | 2     | 6                   | 16 июля 2019 — 22 сентября 2020 |
|       | 3     | 4                   | 15 мая — 25 октября 2021        |
|       | 4     | 2                   | 17 — 24 октября 2022            |

| Номер выпуска | Прожариваемый | Прожарщики                                                                                | Дата выхода     |
| ------------- | ------------- | ----------------------------------------------------------------------------------------- | --------------- |
| 1             | Ольга Бузова  | Марк Сергиенко, Артём Филимонов, Вера Котельникова, Андрей Бебуришвили и Алексей Щербаков | 23 февраля 2018 |

| Номер выпуска | Прожариваемый    | Прожарщики                                                                                             | Приглашённый прожарщик     | Дата выхода      |
| ------------- | ---------------- | --- | -------------------------- | ---------------- |
| 1             | Руслан Белый     | Гурам Амарян, Сергей Детков, Ваня Усович, Андрей Бебуришвили, Ирина Приходько и Алексей Щербаков       | Данила Поперечный          | 28 августа 2018  |
| 2             | Николай Соболев  | Максим Евдокимов, Женя Синяков, Вера Котельникова, Филипп Воронин, Марк Сергиенко и Андрей Бебуришвили | Амиран Сардаров            | 4 сентября 2018  |
| 3             | Витя АК          | Евгений Чебатков, Валерий Артюхов, Ирина Приходько, Марк Сергиенко, Елена Новикова и Павел Дедищев     | Андрей Григорьев-Апполонов | 11 сентября 2018 |
| 4             | Гарик Мартиросян | Гурам Амарян, Ирина Приходько, Марк Сергиенко, Филипп Воронин, Алексей Щербаков и Андрей Бебуришвили   | Семён Слепаков             | 18 декабря 2018  |
| 5             | Юрий Дудь        | Валерий Артюхов, Вера Котельникова, Ваня Усович, Сергей Детков, Филипп Воронин и Андрей Бебуришвили    | Руслан Белый               | 25 декабря 2018  |

| Номер выпуска | Прожариваемый     | Прожарщики                                                                                                | Приглашённый прожарщик              | Дата выхода      |
| ------------- | ----------------- | --- | ----------------------------------- | ---------------- |
| 1             | Данила Поперечный | Сергей Матросов, Марк Сергиенко, Вера Котельникова, Андрей Бебуришвили, Алексей Щербаков и Филипп Воронин | Егор Крид и Эльдар Джарахов         | 16 июля 2019     |
| 2             | Тимур Батрутдинов | Ирина Приходько, Ангелина Дорошенкова, Виктория Складчикова, Елена Новикова, Зоя Яровицина и Ида Галич    | Ольга Бузова                        | 22 июля 2019     |
| 3             | Павел Воля        | Тимур Родригез, Тимур Батрутдинов, Джиган, Азамат Мусагалиев, Андрей Бебуришвили и Руслан Белый           | Ляйсан Утяшева                      | 1 октября 2019   |
| 4             | Семён Слепаков    | Ирина Приходько, Сергей Матросов, Ваня Усович, Алексей Щербаков, Филипп Воронин и Дмитрий Гаврилов        | Артур Джанибекян и Гарик Мартиросян | 4 ноября 2019    |
| 5             | Ксения Собчак     | Сергей Матросов, Ирина Приходько, Марк Сергиенко, Филипп Воронин, Роман Косицин и Зоя Яровицина           | Гавриил Гордеев                     | 27 января 2020   |
| 6             | Тимати            | Марк Сергиенко, Зоя Яровицина, Ирина Приходько, Филипп Воронин, Дмитрий Гаврилов и Ваня Усович            | Баста                               | 22 сентября 2020 |

| Номер выпуска | Прожариваемый     | Прожарщики                                                                                              | Приглашённый прожарщик           | Дата выхода     |
| ------------- | ----------------- | --- | -------------------------------- | --------------- |
| 1             | Азамат Мусагалиев | Денис Дорохов, Марк Сергиенко, Зоя Яровицына, Настя Веневитина, Игорь Джабраилов и Сергей Матросов      | Гарик Харламов                   | 15 мая 2021     |
| 2             | Баста             | Филипп Воронин, Марк Сергиенко, Ирина Приходько, Василий Габышев, Сергей Матросов и Игорь Джабраилов    | Киевстонер                       | 22 мая 2021     |
| 3             | Михаил Галустян   | Марк Сергиенко, Игорь Джабраилов, Сергей Матросов, Андрей Бебуришвили, Роман Косицын и Настя Веневитина | Гарик Мартиросян и Ольга Бузова  | 18 октября 2021 |
| 4             | Даня Милохин      | Марк Сергиенко, Ирина Приходько, Василий Габышев, Игорь Джабраилов, Гурам Амарян и Алексей Стахович     | Артур Бабич и Андрей Бебуришвили | 25 октября 2021 |

| Номер выпуска | Прожариваемый   | Прожарщики                                                                                         | Приглашённый прожарщик | Дата выхода     |
| ------------- | --------------- | -------------------------------------------------------------------------------------------------- | ---------------------- | --------------- |
| 1             | Иван Абрамов    | Виктория Складчикова, Алексей Стахович, Вадим Постильный, Роман Косицын и Игорь Джабраилов         | Азамат Мусагалиев      | 17 октября 2022 |
| 2             | Демис Карибидис | Игорь Джабраилов, Валерий Артюхов, Марк Сергиенко, Кирилл Ясенок, Настя Веневитина и Михаил Лавров |                        | 24 октября 2022 |